# Зуров, Леонид Фёдорович
Леонид Фёдорович Зуров (5 апреля (18 апреля) 1902 год, Остров, Российская империя — 10 сентября 1971, Париж, Франция) — русский писатель-прозаик, мемуарист. Наследник архива И. А. Бунина.

## Биография
Леониду было три года, когда застрелилась его мать, и мальчик воспитывался бабушкой. Учился в Островском (Псковском) реальном училище имени цесаревича Алексея. Начал участвовать в Гражданской войне, первоначально в крестьянских отрядах. Из 6 класса в 16 лет в октябре 1918 года вместе с отцом добровольцем вступил в Северо-Западную армию генерала Юденича, был дважды ранен. Был назначен командиром роты. Член отряда А. П. Ливена.
В конце 1919 года, после неудачного похода на Петроград, интернирован в Эстонию, где дважды перенёс сыпной тиф. В 1920 году переехал в Ригу, где окончил Ломоносовскую гимназию.
В 1922 году попал в Прагу на студенческий съезд. В начале 1920-х годов переехал в Чехословакию, учился на архитектурном отделении Пражского политехнического института, изучал античное искусство. Окончил архитектурное отделение Пражского техникума, Политехнический русский институт. Учился на археологическом факультете Карлова университета в Праге. Принимал участие в работе Семинария имени Н. П. Кондакова (Чехословакия). По совету врачей уехал из Чехословакии.
Затем жил в Риге, где был рабочим (такелажником) в порту, инструктором по России, репетитором, маляром, ответственным секретарём журнала «Перезвоны» и газеты «Сегодня». Как представитель студентов в Латвии участвовал в работе 2 съездов ОРЭСО.
Печатался с 1925 года. В 1926 года направлен в Париж на Российский зарубежный съезд делегатом от русской студенческой молодёжи, где поддерживал монархистов. В 1928 году вышла первая книга «Кадет», получившая похвальный отзыв Ю. И. Айхенвальда, и впоследствии других литературных критиков. В январе 1929 года была опубликована статья И. А. Бунина «Леонид Зуров».
В ноябре 1929 году по приглашению И. А. Бунина переехал из Риги во Францию. С ноября 1929 года жил в Грассе и в Париже. Поддерживал отношения с семьей Бунина до смерти писателя. Наследник архива И. А. и В. Н. Буниных.
Печатался в альманахе «Круг» (Берлин), газете «Русский инвалид», «Современных записках», «Последних новостях», «Иллюстрированной России», «Белом деле» (Берлин), газете «Слово» (Рига), журнале «Перезвоны» (Рига) и других периодических изданиях. Участник «воскресений» у Мережковских.
С 1930 года член Союза молодых поэтов и писателей, в 1935 году казначей Объединения писателей и поэтов. В 1931—1940 годах сотрудничал в газете «Сегодня» (Рига).
В 1935, 1937 и 1938 годы совершал по поручению парижского Музея человека и французского Министерства просвещения этнографическо-археологические экспедиции в русские районы Прибалтики (Пыталовский район Латвии и Печерский край Эстонии). В 1935 году реставрировал Никольскую надвратную церковь и звонницу в Псково-Печерском монастыре.
В 1936 году выступал с докладами в Париже в обществе «Икона» и в Музее Рериха. Корреспондент этнографического музея Трокадеро.
В 1939 году был посвящён в масонскую ложу «Северная звезда» (Великий восток Франции) по рекомендации М. А. Осоргина и В. Л. Андреева, работал под руководством последнего. По окончании Второй мировой войны к масонским работам не вернулся.
В 1937—1940 годы председатель Союза молодых писателей (затем — Объединение (русских) писателей и поэтов) в Париже. В сентябре 1940 лечился от туберкулёза в санатории в Овернь.
В 1945 году непременный секретарь исторической секции Научного общества при Союзе советских патриотов в Париже. В 1945—1946 годы сотрудничал в «Советском патриоте», упрашивал И. А. Бунина возвратиться в Россию.
В 1947 году вместе с В. С. Варшавским работал сторожем в американском гараже во Франции. Член «солёного» кружка в Париже. Член Союза русских писателей и журналистов, в 1947 году на собрании этого Союза вместе с В. С. Варшавским решительно выступил против «советских патриотов», требовал исключения принявших советское гражданство, в конце 1947 году вышел из этого объединения.

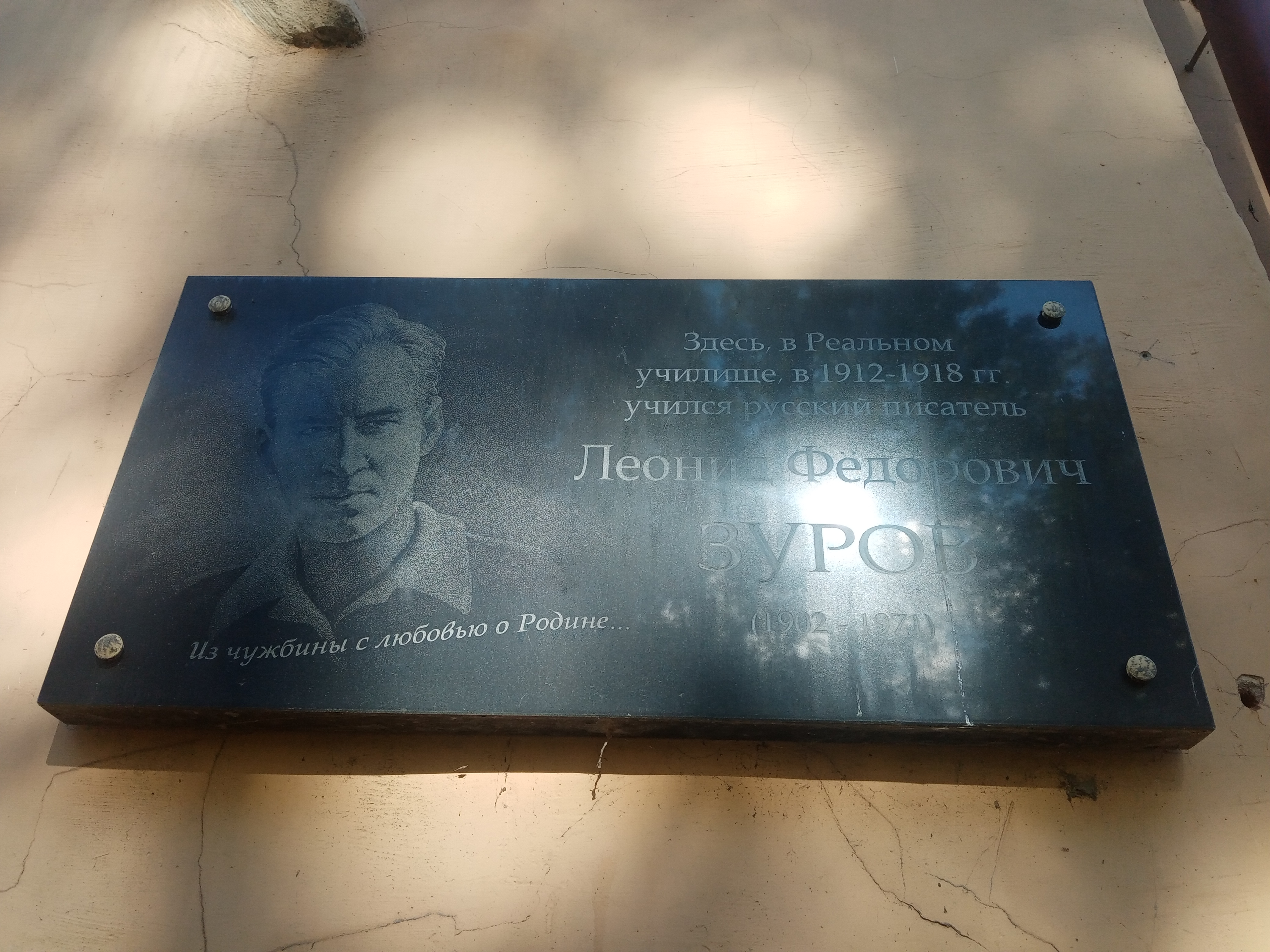
Памятная доска в г. Остров Псковской области

В 1946—1956 годы сотрудничал с Объединением русских писателей во Франции (в Париже). В мае 1947 года выступал уже против исключения принявших советское гражданство из Союза русских писателей и журналистов, сотрудничал с Содружеством русских участников Сопротивления во Франции. Сотрудничал в «Новоселье», «Новом журнале». Ежегодно посещал Шотландию, где вёл исследования о предках М. Ю. Лермонтова.
С 1953 года был болен психически и периодически находился в лечебнице. В 1964 году выступал в Русском доме общества «Быстрая помощь» в Ганьи.
В 1967 году выступал в Союзе русских писателей и журналистов в Париже, член его до кончины.
Умер от «разрыва сердца» в психиатрическом приюте. Похоронен на Кладбище Сент-Женевьев-де-Буа.

## Список произведений
В 1928 году в Риге вышли первые книги — сборник рассказов «Кадет» и повесть «Отчина».
- Кадет. Рассказы. (1928);
- Отчина. (1928);
- Древний путь. (1934);
- Поле. (1938);
- Обитель. (1946);
- Марьянка. Рассказы. (1958);
- Воспоминания. // Новый журнал (Нью-Йорк). 1962. № 69;
- Герб Лермонтова. (1965);
- Иван-да-марья. (1969);
- Зимний дворец. Роман (неокончен);
- Древний путь: Роман // Север. 1992. № 6;
- Поле. Роман // Там же. № 7;
- Обитель: Повести, рассказы, очерки, воспоминания. М., 1999.